# Palazzo di Giustizia (Catania)
Il Palazzo di Giustizia, la cui realizzazione ebbe inizio nel 1937 e fu inaugurato nel 1953 è opera dell'architetto Francesco Fichera e sorge nella centrale piazza Verga di Catania. 
Il prospetto richiama motivi architettonici classici (colonnato picnostilo) rielaborati in chiave novecentesca, e l'interno contiene pitture murali di Carmelo Comes.
Dinanzi al vestibolo sovrasta l'imponente statua bronzea opera dello scultore catanese Mimì Maria Lazzaro rappresentante la Giustizia che tiene sui palmi delle mani due piccoli uomini nudi, quasi a soppesarli per decidere chi ha torto e chi ragione, una concezione divinistica legata ostentatamente, non senza una qualche ironia, al periodo in cui fu realizzata.
Il tribunale e i suoi uffici, dal 1844 ospitati in una sezione del Palazzo Tezzano, vi vennero trasferiti dopo l'inaugurazione a partire dal 1953.

## Dislocazione uffici
- Piazza Giovanni Verga (sede centrale)[1]
- Via Guardia della Carvana 25/27 (sede della Sezione Lavoro)[1]
- Via Francesco Crispi, 268 (sesta sezione civile, quarta sezione penale, esecuzioni mobiliari, esecuzioni immobiliari, Ufficio 1ASG, Ufficio Schede, Ufficio Corpi di Reato, Ufficio Recupero Crediti, Ufficio Funzionario Delegato)[1]